# Ibicella
Genre
Ibicella est un genre de plantes à fleurs de la famille des Martyniaceae .
Les espèces comprennent : 
- Ibicella lutea (Lindl.) Van Eselt.
- Ibicella nelsoniana (Barb. Rodr.) Van Eselt.
- Ibicella parodii Abbiatti